# Кто убил капитана Алекса?
«Кто убил капитана Алекса?» (англ. Who killed Captain Alex?) — угандийский боевик режиссёра Исака Набваны. Снят на низкобюджетной студии «Wakaliwood» в Кампале.
Фильм получил вирусную известность как безбюджетный боевик.
Трейлер к фильму был загружен на YouTube в январе 2010 года и на момент марта 2020 года набрал более 3,4 миллиона просмотров, полная версия фильма, загруженная на YouTube 2 марта 2015 г., имеет 10 млн просмотров.
Оригинальная версия фильма была утрачена из-за периодического отключения электроэнергии и «напряженных условий» на студии.
Сохранились версии фильма с комментариями режиссёра и так называемого «видео-джокера», который иногда переводит реплики персонажей, повествует о сюжетных поворотах, а также сопровождает видеоряд своими шутками, что делает просмотр фильма куда интереснее и веселее.

## Сюжет
Капитан Алекс, лучший солдат армии Уганды, отправляется на операцию, чтобы покончить с жестокой Тигровой мафией — бандитской группировкой, контролирующей Кампалу — столицу Уганды.
Тигровую мафию возглавляет криминальный босс по имени Ричард.
После того, как брат Ричарда захвачен капитаном Алексом, Ричард отправляется в поисках мести.
Позже, капитана Алекса обнаруживают мёртвым, но никто не знает, кто убил его.
Брат капитана Алекса, шаолиньский монах Уганды, прибывает в Кампалу, чтобы узнать, кто совершил преступление.
У него завязывается дружба с одной из жён Ричарда, которая потеряла память из-за ранения от выстрела Ричарда (у него много жён, и они для него являются, по сути, «расходным материалом»).
Заключительная сцена включает в себя вертолётные атаки, множество взрывов и огромное число жертв.
После большого количества событий  правительство Уганды вводит в Кампале военное положение, мафиози убиты, а Ричард ранен и взят под стражу.
В конце фильма никто не знает, кто убил капитана Алекса (включая режиссёра фильма).

## Производство
Заявленный бюджет составил 200$, хотя продюсер Алан Хофманис позже заявил, что фактическая стоимость производства составила 85 долларов.
Производство началось в конце 2009 года в гетто Натите.
Режиссёр Исаак Набвана был вдохновлён голливудскими боевиками и фильмами о боевых искусствах, с которыми он познакомился в детстве.
Сцены с вертолётом в фильме основаны на событиях гражданской войны в Уганде, которые пережили режиссёр и его брат.
Набвана снял фильм в январе 2010 года и смонтировал его, используя компьютер, который сам собрал из старых деталей. Весь реквизит для фильма был изготовлен собственными силами, как и съёмочное оборудование, смонированное из металлолома в механическом цехе рядом с домом Набваны. Актеры предоставили свои собственные костюмы; одному из них выдали маску, чтобы он смог сыграть две разные роли в одной сцене. Петарды, используемые для имитации огнестрельных ранений, были сделаны из презервативов, наполненных красным пищевым красителем (ранее Набвана использовал коровью кровь, но один из актёров заболел бруцеллёзом). 
Оригинальная версия фильма предназначалась для местного распространения в Кампале, с диалогами, записанными на местном языке луганда. Официальный трейлер фильма, выложенный на YouTube 30 января 2010 года, быстро стал вирусным и культовым; Набвана перенял местную практику «видео-джокеров» для западной аудитории и нанял виджея Эмми, чтобы тот прокомментировал фильм на английском языке. 
По состоянию на 2024 год фильм набрал на YouTube более 9,5 млн просмотров и 405 тысяч лайков.
На протяжении фильма можно услышать кавер-версию песни «Kiss from a Rose» музыканта Сила, исполненную на панфлейте. В трейлере и в нескольких боевых сценах использована музыка из саундтрека Alien Shooter.